# Камчатска Покрајина
Камчатска Покрајина (рус. Камчатский край, или краће названа само Камчатка, је конститутивни субјект Руске Федерације са статусом покрајине (краја) на крајњем истоку Русије.
Административни центар покрајине је град Петропавловск-Камчатски.
Покрајина обухвата полуострво Камчатка, Командирска острва и острво Карагински.

## Етимологија
Камчатска Покрајина има исто име као и полуострво на коме се покрајина налази. Полуострво је име добило по Ивану Ивановичу Камчатском, руском истраживачу који је први стигао на ово полуострво, средином 17. века. По овом истраживачу најпре је име добила највећа река полуострва, која се налази на самом југу, да би се касније име проширило на цело полуострво. Презиме овог истраживача Камчатка потиче од истоименог назива за једну врсту свилене тканине, камчатка, у српском језику познатије као дамаст.

## Становништво
| 1989.   | 2002.   | 2010.   |
| ------- | ------- | ------- |
| 466,096 | 358,801 | 322,079 |